# Nordmarka

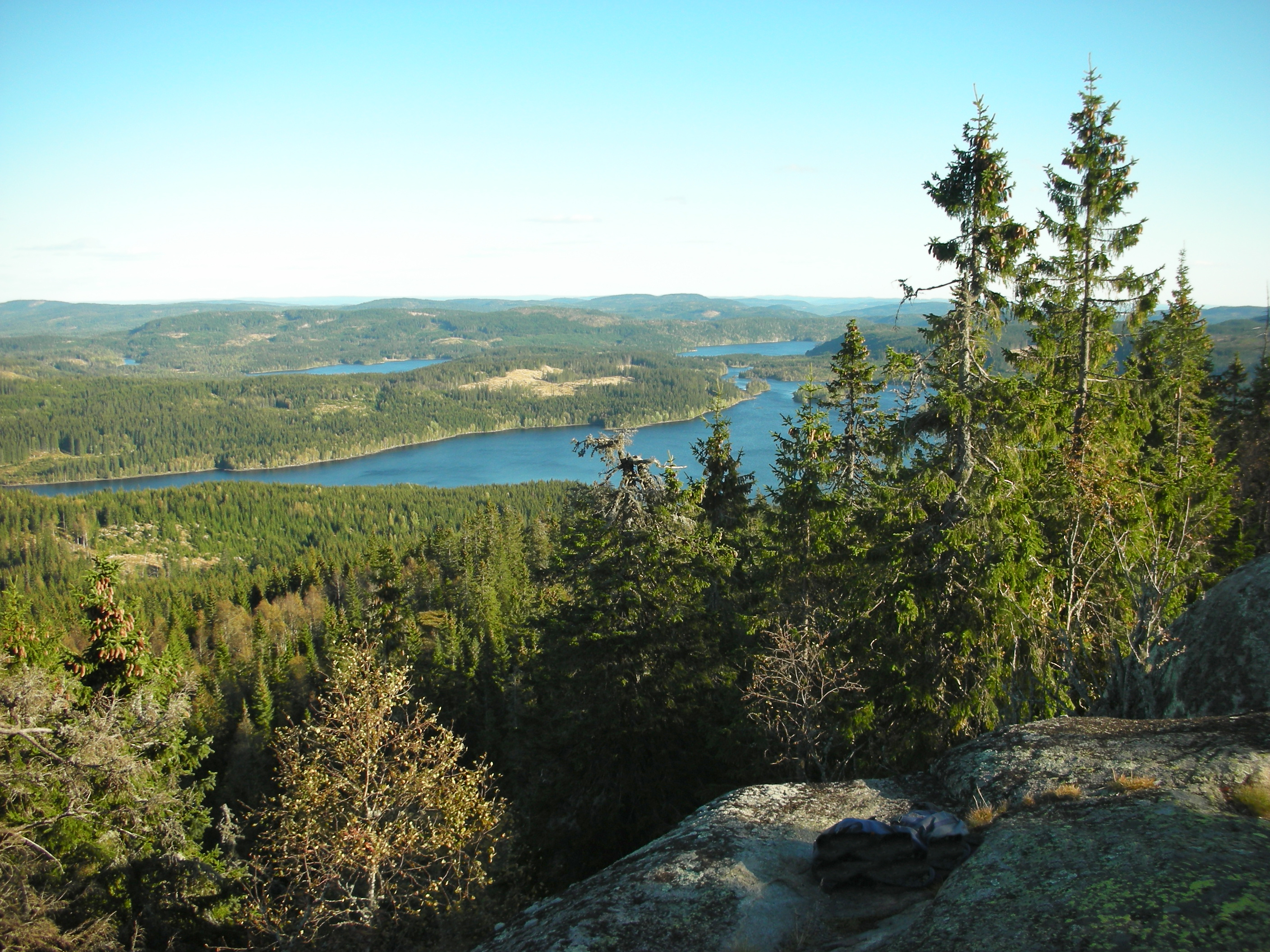
Blick vom Kjerkeberget über die Nordmarka

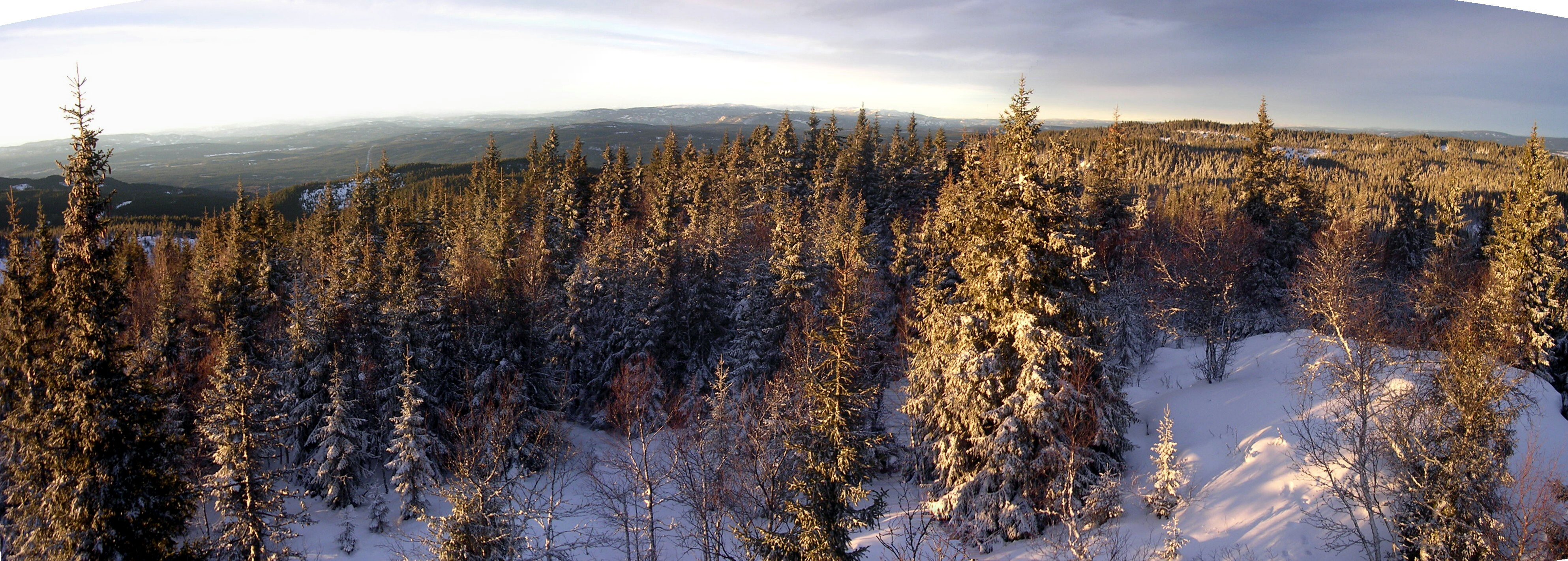
Svarttjernshøgda

Die Nordmarka ist ein großes Waldgebiet nördlich von Oslo in Norwegen, das sich über die Gemeindegebiete der Gemeinden Oslo, Hole, Ringerike, Jevnaker, Lunner und Nittedal erstreckt. Die Nordmarka ist der größte und zentralste Teil der Oslomarka. Der größte Teil des Waldgebietes befindet sich im Besitz des Forstunternehmens Løvenskiold–Vækerø. Das Naherholungsgebiet Frognerseteren, das ursprünglich bis 1848 zum Gut Frogner (Frogner Hovedgård) gehörte, wurde 1889 an die heutige Gemeinde Oslo verkauft und wurde damit der erste kommunale Park in Oslo.
Insbesondere Frognerseteren ist heute ein wichtiges Naherholungsgebiet für die Bewohner Oslos.

## Geografie
Die Nordmarka ist der größte und zentralste Teil der Oslomarka. Der höchstgelegene Punkt in der Nordmarka ist der Berg Svarttjernshøgda (717 m ü. M.) in Jevnaker. Im Süden grenzt die Nordmarka am Maridalsvannet an die Stadt Oslo. Die Nordmarka grenzt im Westen an die Bærumsmarka und im Osten an die Lillomarka. Im Norden erstreckt sich die Nordmarka bis Roa und Jevnaker. Westmarka grenzt westlich von Langlivassdraget und Spålen an Krokskogen. Die östliche Grenze liegt in Nittedal und geht in östliche Richtung in die Romeriksåsene und im Südosten in die Lillomarka über.

## Geschichte
Die Nordmarka wurde erstmals auf einer Karte des „Gothaltsche Kaaber Werkkets Circumference“ aus dem Jahr 1757 erwähnt. Dort ist außerdem der innere Teil des Oslofjords und Teile der Siedlungen westlich und östlich der heutigen Stadt Oslo dargestellt. 1760 zeichnete derselbe Kartograf im Auftrag der größten damaligen Waldbesitzer, Christian Ancher und Jens Hiort, eine Karte ihrer „Wälder namens NORDMARCKEN“. Der Name wurde wahrscheinlich von Menschen im Aker-Dorf zu einer Zeit verwendet, als „Marken“ Wald bedeutete. Nordmarka hat aufgrund des Waldanteils eine große wirtschaftliche Bedeutung. Der größte Teil des Gebiets gehörte Nordmarksgodset, das von Christian Ancher bis zu den heutigen Besitzern, der Familie Løvenskiold, in einer Familie vererbt wurde. Ausnahme war Frognerseterskogen (früher Trevollskogen genannt), das bis 1848 zum Gut Frogner und seinen verschiedenen Eigentümern gehörte. Ab Mitte des 19. Jahrhunderts wurde die Nordmarka zum Revier für Jäger, Fischer und Wanderer aus der Stadt Christiania, heute Oslo. Als das Skifahren Ende des 19. Jahrhunderts in der Bevölkerung beliebt wurde, wurde Nordmarka bald zum beliebtesten Ort um Ski zu fahren. Die Gemeinde Kristiania schuf gemeinsam mit privaten Idealisten die idealen Bedingungen für Skifahrer und gründete 1888 die Gesellschaft „Selskabet for Anlæggene paa Holmen- og Voxenkollen“. Diese Gesellschaft hatte das Ziel, die Skiinfrastruktur auszubauen und errichtete Skihütten und Restaurants auf dem Holmenkollen. Die Stadt Oslo kaufte 1889 Frognerseteren und baute 1891 das Restaurant nach Plänen von Holm Munthe. Mit der Eröffnung der Holmenkollbanen 1898 entwickelte sich das Gebiet zu einem beliebten Ausflugsgebiet. 1890 veröffentlichte Ingenieur Ernst Bjerknes eine Karte von Nordmarken und Sørkedalen speziell für Skifahrer und Touristen im Maßstab 1: 30.000. Dabei handelt es sich um die erste Skikarte der Welt.